# Kpwa Nkoutou
Kpwa Nkoutou ou Nkoundou est un village du Cameroun situé dans la région du Sud et le département de l'Océan. Il fait partie de la commune de Bipindi et se trouve à 44 km de Bipindi.

## Population
En 1966, la population était de 86 habitants. Le village disposait avant 1966 d'une école publique à cycle complet. Lors du recensement de 2005, le village comptait 513 habitants dont 243 hommes et 270 femmes, principalement de Ewondos.